# Parachernes inpai
Parachernes inpai är en spindeldjursart som beskrevs av Volker Mahnert 1979. Parachernes inpai ingår i släktet Parachernes och familjen blindklokrypare. Inga underarter finns listade i Catalogue of Life.